# P.S. (альбом Аллы Пугачёвой)
«P.S.» — концертный альбом певицы Аллы Пугачёвой, выпущенный 1 марта 2024 года на стриминговых площадках . Это первый релиз Пугачёвой за последние 16 лет, с момента выхода альбома «Приглашение на закат» в 2008 году. В альбом вошли концертные версии 20 песен, записанных с юбилейного концерта «Алла Пугачёва. Тот самый концерт» в Кремлевском дворце в 2019 году. По словам звукорежиссёра Пугачёвой Анатолия Лопатина, эти композиции не записывались на студии. На обложке альбома размещена черно-белая фотография Пугачевой и украинского продюсера Нателлы Крапивиной. Эта же фотография была использована для афиши концерта певицы в Минске, который состоялся в ноябре 2019 года.
На официальных страницах Пугачёвой объявлений о выпуске нового альбома не было, а помощница певицы Елена Чупракова, а также продюсер Нателла Крапивина, которая изображена на обложке, от комментариев отказались. 2 марта Алла Пугачёва заявила в Instagram, что последняя узнала о выходе своего альбома «P.S», и назвала релиз хорошим подарком к юбилею.

## Реакции
Заместитель председателя комитета Госдумы по культуре Александр Шолохов скептически отнесся к выходу альбома Пугачёвой в виду её позиции относительно политической ситуации в стране. Музыкальный критик Евгений Бабичев предположил, что альбом Пугачёвой «P.S.» не станет последним в карьере певицы и сравнил слухи о её уходе со сцены с ситуацией вокруг Адриано Челентано. Он также добавил, что альбом особенно ценен в свете сегодняшних событий, каждый поклонник певицы будет по-другому вслушиваться в песни и искать скрытые смыслы.
По мнению музыкального критика и продюсера Павла Рудченко, Алла Пугачёва выпустила новый альбом в первую очередь для себя, потому что как творческий человек она должна творить. Музыкальный критик Олег Кармунин считает, что выход альбома — это очередная попытка Пугачёвой попрощаться с публикой: «Это старая запись концерта 2019 года, наверное, это символично в том смысле, что это был последний спокойный год, дальше начался COVID-19 и все остальное. Вот из той эпохи Алла Пугачёва передает нам привет».
Гендиректор звукозаписывающего лейбла «Монолит Рекордс» Антон Пронин считает, что альбом «P.S.» — это лишь подготовка к какому-то более громкому релизу.

## Список композиций
| №   | Название                           | Текст песни                            | Музыка                      | Длительность |
| --- | ---------------------------------- | -------------------------------------- | --------------------------- | ------------ |
| 1.  | «Монолог»                          | Карина Филиппова                       | Андрей Ктитарев             | 4:12         |
| 2.  | «Анестезия»                        | Наталья Касимцева                      | Олег Шумаров                | 3:45         |
| 3.  | «Поживи в моей шкуре»              | Наталья Касимцева                      | Дмитрий Карпинчик           | 3:29         |
| 4.  | «Всё хорошо — ничего не случилось» | Илья Резник                            | Алла Пугачёва               | 3:44         |
| 5.  | «На коне»                          | Александр Дементьев                    | Александр Дементьев         | 3:08         |
| 6.  | «Жизнь напоказ»                    | Мария Якубовская                       | Вячеслав Бодолика           | 4:26         |
| 7.  | «Святая ложь»                      | Диомид Костюрин                        | Алла Пугачёва               | 5:19         |
| 8.  | «Вольная»                          | Константин Губин                       | Константин Губин            | 4:58         |
| 9.  | «Тянет сердце руки»                | Михаил Гуцериев                        | Максим Покровский           | 3:57         |
| 10. | «Кругом голова»                    | Александр Розенбаум                    | Александр Розенбаум         | 5:13         |
| 11. | «Звезда»                           | Диомид Костюрин                        | Алла Пугачёва               | 5:12         |
| 12. | «Серое пальто»                     | Лариса Воронина                        | Николо Петраш               | 5:31         |
| 13. | «Не делайте мне больно, господа»   | Александр Алов                         | Алла Пугачёва               | 4:18         |
| 14. | «Что-то надо мне»                  | Валерий Растрига                       | Валерий Растрига            | 4:17         |
| 15. | «Соловушка»                        | Владимир Сушко                         | Наталия Платицына           | 5:03         |
| 16. | «Свеча горела»                     | Борис Пастернак                        | Алла Пугачёва               | 4:51         |
| 17. | «Мой друг»                         | Виктория Воронина                      | Виктория Воронина           | 3:50         |
| 18. | «Любовь, похожая на сон»           | Валерия Горбачёва                      | Игорь Крутой                | 5:39         |
| 19. | «Женщина, которая поёт»            | Кайсын Кулиев (перевод Наума Гребнева) | Алла Пугачёва, Леонид Гарин | 5:58         |
| 20. | «На землю выпала роса»             | Валерий Растрига                       | Валерий Растрига            | 4:54         |